# Kenny Otigba
Kenneth „Kenny“ Karim Otigba (* 29. August 1992 in Kaduna, Nigeria) ist ein ungarischer Fußballspieler. 

## Karriere

### Verein
Otigba begann seine Profikarriere beim  SC Heerenveen. Hier gab er sein Debüt für die erste Mannschaft am 16. Dezember 2012 im Spiel gegen den FC Utrecht, das mit 1:3 verloren wurde. 
Für die Saison 2016/17 wurde er an den türkischen Erstligisten Kasımpaşa Istanbul ausgeliehen.

### Nationalmannschaft
In die ungarische U-21-Nationalmannschaft wurde er mehrmals berufen.